# Alysia Reiner
Alysia Reiner (Gainesville, 21 luglio 1970) è un'attrice e produttrice televisiva statunitense, nota principalmente per il ruolo di Natalie "Fig" Figueroa nella serie televisiva Orange Is the New Black.

## Biografia
Nata a Gainesville in Florida nel 1970, si diploma al Vassar College. Successivamente studia recitazione alla British American Drama Academy e al National Theater Institute.

## Vita privata
Sposata con l'attore David Alan Basche, ha avuto una figlia, Livia, nata il 5 dicembre 2008.

## Filmografia

### Cinema
- Kissing Jessica Stein, regia di Charles Herman-Wurmfeld (2001)
- Sideways - In viaggio con Jack (Sideways), regia di Alexander Payne (2004)
- Quel momento imbarazzante (That Awkward Moment), regia di Tom Gormican (2014)
- Ruth & Alex - L'amore cerca casa (5 Flights Up), regia di Richard Loncraine (2014)
- The Girl in the Book, regia di Marya Cohn (2015)
- Ava's Possessions, regia di Jordan Galland (2015)
- An Acceptable Loss - Decisione estrema (An Acceptable Loss), regia di Joe Chappelle (2019)
- A Mouthful of Air, regia di Amy Koppelman (2021)
- Spider-Man: No Way Home, regia di Jon Watts (2021)
- The Independent - Complotto per la Casa Bianca (The Independent), regia di Amy Rice (2022)

### Televisione
- Law & Order - I due volti della giustizia (Law & Order) – serie TV, episodi 10x09-20x22-22x07 (1999-2022)
- In tribunale con Lynn (Family Law) – serie TV, episodio 2x09 (2000)
- The Practice - Professione avvocati (The Practice) – serie TV, episodio 4x17 (2000)
- Jack & Jill – serie TV, episodio 2x04 (2001)
- The Drew Carey Show – serie TV, episodio 7x24 (2002)
- Law & Order - Unità vittime speciali (Law & Order: Special Victims Unit) – serie TV, episodio 4x09 (2002)
- Law & Order: Criminal Intent – serie TV, episodi 3x06-8x11-9x11 (2003-2010)
- I Soprano (The Sopranos) – serie TV, episodio 6x05 (2006)
- White Collar – serie TV, episodio 1x07 (2009)
- 30 Rock – serie TV, episodio 4x06 (2009)
- Blue Bloods – serie TV, episodio 1x19 (2011)
- The Exes – serie TV, episodio 2x09 (2012)
- Orange Is the New Black – serie TV, 47 episodi (2013-2019)
- Hawaii Five-0 – serie TV, episodio 5x04 (2014)
- Le regole del delitto perfetto (How to Get Away with Murder) – serie TV, 4 episodi (2014)
- Bones – serie TV, episodio 10x17 (2015)
- Unforgettable – serie TV, episodio 4x08 (2016)
- Rosewood – serie TV, episodi 1x11-1x14 (2016)
- The Mysteries of Laura – serie TV, episodio 2x14 (2016)
- Masters of Sex – serie TV, episodio 4x01 (2016)
- Search Party – serie TV, episodi 1x02-1x05 (2016)
- Better Things – serie TV, 15 episodi (2016-2022)
- Odd Mom Out – serie TV, episodio 3x05 (2017)
- Younger – serie TV, episodio 4x10 (2017)
- Broad City – serie TV, episodio 4x04 (2017)
- The Blacklist – serie TV, episodio 5x10 (2018)
- The Deuce - La via del porno (The Deuce) – serie TV, 10 episodi (2018-2019)
- All Rise – serie TV, episodio 1x11 (2019)
- Ms. Marvel – miniserie TV, 4 episodi (2022)
- The Rookie – serie TV, episodi 5x13-5x14 (2023)

### Doppiatrice
- Bubble Guppies - Un tuffo nel blu e impari di più (Bubble Guppies) – serie animata, episodio 5x03 (2019)

## Doppiatrici italiane
Nelle versioni in italiano delle opere in cui ha recitato, Alysia Reiner è stata doppiata da:
- Roberta Pellini in Orange Is the New Black, Ms. Marvel
- Antonella Baldini in Quel momento imbarazzante
- Giuppy Izzo ne Le regole del delitto perfetto
- Federica Bomba in Sideways - In viaggio con Jack
- Olivia Manescalchi in Law & Order: Criminal Intent
- Sabrina Duranti in White Collar
- Francesca Vettori in The Rookie